# 路加福音第5章
《路加福音》第5章是《新約聖經·路加福音》的第5章，全章共有39節。

## 内容与分段
在第1-11节，耶稣在革尼撒勒湖（加利利海）边，上到彼得的船上，行了一件与打鱼有关的神迹：职业渔夫彼得在前一天夜晚整夜在产鱼丰富的湖里打渔，却奇怪地一无所获；但是当耶稣要求彼得把船开到水深之处，下网打鱼时，彼得捕获的鱼，几乎使网裂开，装满了两只船，甚至船要沉下去。在这个神迹中，既有富于关怀同情的人性美德，也体现耶稣主宰环境的神性，从而吸引了为生活劳苦的彼得、雅各和约翰撇下一切跟从他。
在第10节，耶稣预言彼得要成为“得人的渔夫”。得的原意是“活捉”，如在战争中活捉俘虏而不杀害。
在12-16节，记载了耶稣洁净一个满身患麻风病受玷污的人；在17-26节，记载耶稣医治瘫痪的人；最后在27-39节，说到耶稣呼召被藐视的人（税吏利未），面对法利赛人的责问，耶稣回答说：“健康的人用不着医生，有病的人才用得着；我来本不是召义人，乃是召罪人悔改。”。

## 相关研究

### 对观福音研究
在三卷对观福音中，唯有路加福音5章详细记载了耶稣吸引彼得、雅各和约翰跟从他的具体过程，也交代了合乎逻辑的原因，而在马太福音4章18-22节、马可福音1章16-20节的记载中，都没有这样详细的记载。

### 基督论
在本章的内容中，圣经学者们可以找到许多例证，清楚地显示出耶稣基督同时既具有神性，又具有人性。例如在耶稣洁净麻风患者的事例中，他医治的超凡能力显明其神性的方面，而伸手摸麻风患者的举动，以及说“我肯”，都显明了他在人性方面的同情心。

## 外部連結
- 路加福音第5章（和合本） （页面存档备份，存于）